# Frontenas
Frontenas és un municipi francès situat al departament del Roine i a la regió d'Alvèrnia-Roine-Alps. L'any 2011 tenia 816 habitants.

## Demografia

### Població
El 2007 la població de fet de Frontenas era de 786 persones. Hi havia 253 famílies de les quals 37 eren unipersonals (25 homes vivint sols i 12 dones vivint soles), 94 parelles sense fills, 106 parelles amb fills i 16 famílies monoparentals amb fills.
La població ha evolucionat segons el següent gràfic:
Habitants censats

### Habitatges
El 2007 hi havia 295 habitatges, 272 eren l'habitatge principal de la família, 19 eren segones residències i 4 estaven desocupats. 289 eren cases i 6 eren apartaments. Dels 272 habitatges principals, 242 estaven ocupats pels seus propietaris, 29 estaven llogats i ocupats pels llogaters i 1 estava cedit a títol gratuït; 1 tenia una cambra, 2 en tenien dues, 14 en tenien tres, 75 en tenien quatre i 180 en tenien cinc o més. 228 habitatges disposaven pel capbaix d'una plaça de pàrquing. A 82 habitatges hi havia un automòbil i a 181 n'hi havia dos o més.

### Piràmide de població
La piràmide de població per edats i sexe el 2009 era:
| Homes | Edats   | Dones |
| ----- | ------- | ----- |
| 0     | 95 o +  | 0     |
| 0     | 90 a 94 | 0     |
| 0     | 85 a 89 | 0     |
| 4     | 80 a 84 | 4     |
| 4     | 75 a 79 | 8     |
| 8     | 70 a 74 | 8     |
| 4     | 65 a 69 | 0     |
| 8     | 60 a 64 | 8     |
| 24    | 55 a 59 | 12    |
| 44    | 50 a 54 | 56    |
| 40    | 45 a 49 | 52    |
| 40    | 40 a 44 | 48    |
| 32    | 35 a 39 | 20    |
| 16    | 30 a 34 | 16    |
| 12    | 25 a 29 | 16    |
| 40    | 20 a 24 | 8     |
| 44    | 15 a 19 | 44    |
| 56    | 10 a 14 | 44    |
| 32    | 5 a 9   | 28    |
| 24    | 0 a 4   | 12    |

## Economia
El 2007 la població en edat de treballar era de 518 persones, 379 eren actives i 139 eren inactives. De les 379 persones actives 357 estaven ocupades (184 homes i 173 dones) i 22 estaven aturades (15 homes i 7 dones). De les 139 persones inactives 55 estaven jubilades, 49 estaven estudiant i 35 estaven classificades com a «altres inactius».

### Ingressos
El 2009 a Frontenas hi havia 276 unitats fiscals que integraven 771 persones, la mediana anual d'ingressos fiscals per persona era de 22.249 €.

### Activitats econòmiques
Dels 28 establiments que hi havia el 2007, 3 eren d'empreses de fabricació d'altres productes industrials, 5 d'empreses de construcció, 6 d'empreses de comerç i reparació d'automòbils, 1 d'una empresa de transport, 1 d'una empresa d'informació i comunicació, 2 d'empreses immobiliàries, 8 d'empreses de serveis i 2 d'entitats de l'administració pública.
Dels 8 establiments de servei als particulars que hi havia el 2009, 2 eren autoescoles, 1 paleta, 3 guixaires pintors, 1 electricista i 1 restaurant.
L'únic establiment comercial que hi havia el 2009 era una botiga de material esportiu.
L'any 2000 a Frontenas hi havia 10 explotacions agrícoles que ocupaven un total de 140 hectàrees.

## Equipaments sanitaris i escolars
El 2009 hi havia una escola elemental.

## Poblacions més properes
El següent diagrama mostra les poblacions més properes.